# سانتیو
سانتیو (به اسپانیایی: Santoyo) یک شهرستان در اسپانیا است که در استان پالنسیا واقع شده‌است.

## خصوصیات
سانتیو ۳۴ کیلومترمربع مساحت و ۲۶۷ نفر جمعیت دارد.